# Râul Stănești
Râul Stănești este un curs de apă, afluent al râului Ruja. 